# 巴統聖母主教座堂

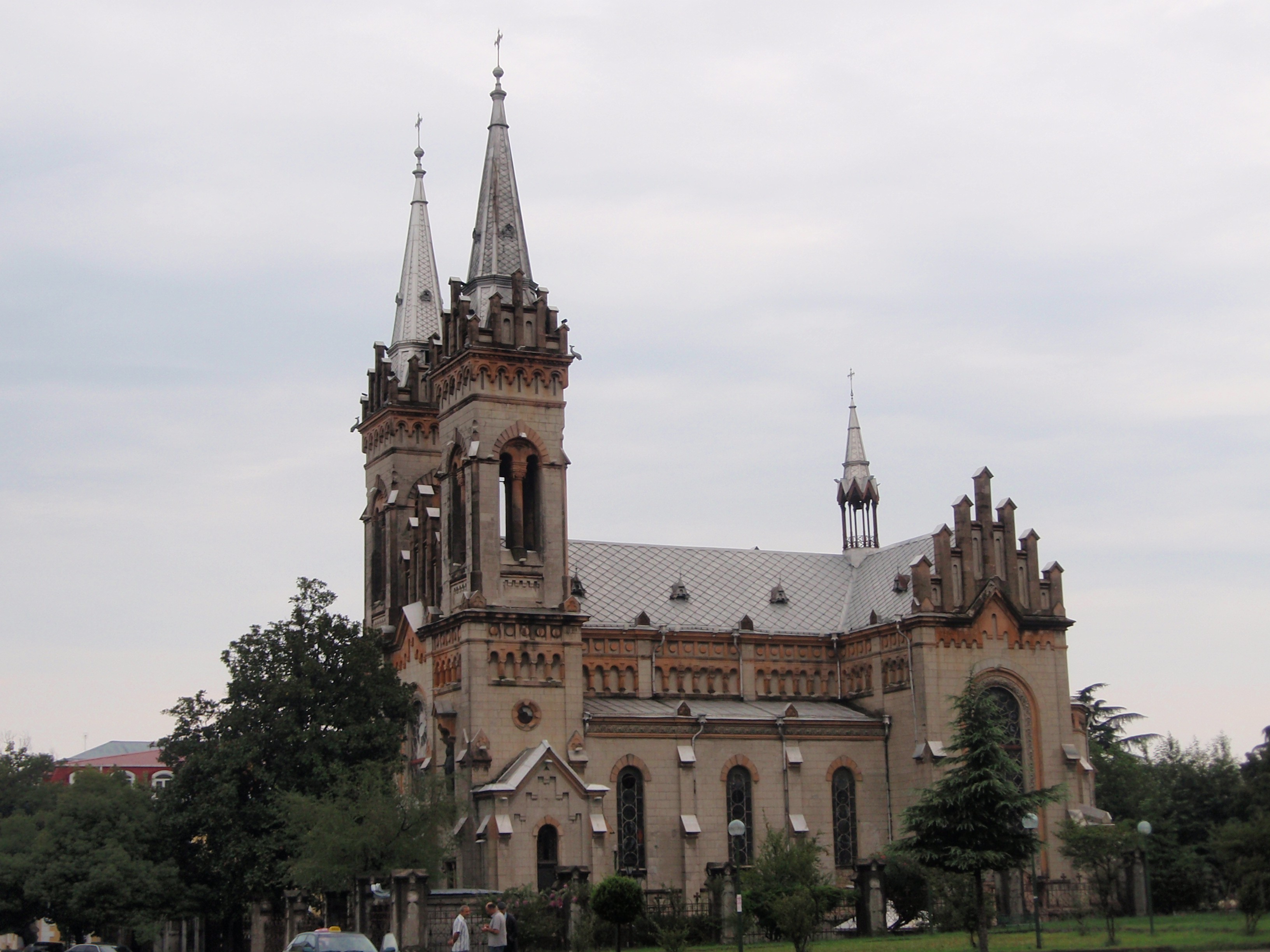

巴統聖母主教座堂是位於喬治亞阿查拉共和國黑海沿岸城市巴統的一座喬治亞正教會的主教座堂。在1900年代修建時原本是一座天主教堂。巴統聖母主教座堂為哥特復興式建築。